# Проблема теоретической географии
Проблема теоретической географии — особо остро обозначилась на рубеже XIX—XX веков. Её суть заключается в преобладании прикладных географических наук  над теоретическими и фундаментальными исследованиями.
Рассматривая теоретико-методологические основы и проблемы географической науки, мы понимаем под теорией науки совокупность знаний об объективном мире, систему идей, которая отражает реальную действительность, раскрывает ту или иную её сторону. Методология обычно рассматривается как учение о формах и способах научного познания, своеобразный базис (ядро) науки.
Поскольку теория и методология неразрывно связаны друг с другом, можно говорить о теоретико-методологических основах и проблемах науки. Очень большое значение имеет изучение теоретико-методологических проблем, «пронизывающих» весь процесс развития науки. Это объект и предмет географии; взаимодействие природного и человеческого элементов; соотношение пространственного и исторического подходов; целостность географической науки, протекающие в ней процессы дифференциации и интеграции; положение географии в системе наук, её структура как система естественных и общественных наук; роль в решении глобальных проблем человечества, новых актуальных задач, сопряжённых с исследованием фундаментальных проблем территориальной организации общества, взаимодействия человека и природы.
В процедурном отношении эмпирический уровень знания состоит из наблюдения и описания фактов, а также из систематизации их и вывода эмпирических зависимостей. Теоретический уровень в процедурном отношении также состоит из нескольких подуровней: систематизации эмпирических зависимостей, из чего уже выводятся законы; формализации эмпирических законов, которая имеет дело практически уже с идеальными сущностями, оторванными от фактуального базиса; дедукции из законов новых гипотез, а в науках с развитым математическим и логическим аппаратом — и новых дедуктивных законов.
Различие между эмпирическим и теоретическим заключается и в объектах исследования. Эмпирическое исследование в естественных науках имеет дело с предметным миром, который дан в ощущениях, то есть воспринимается органами чувств. Теоретическое исследование связано с идеальными образами реального мира, однако же выраженными в знаках. Теоретические объекты абстрактны в своей оторванности от предметного мира, но отражают этот мир глубже и, следовательно, более близки к творческой преобразующей практике человека.
Методология географии — учение о принципах построения, формах и способах научного познания, ставящего своей целью установление закономерностей пространственно-временного развития природы, населения и хозяйства (природных и социально-экономических геосистем), рассматривает особенности применения в географических исследованиях общенаучных методов.
Важнейшей задачей современной географии является сведение общих оснований воедино, в целостную теоретическую конструкцию. Вместе с тем, активные поиски логической базы, выявление аксиом, способствуя ускорению движения науки, сегодня ещё не дают возможности полагать, что теория географии может быть построена лишь дедуктивным путём, то есть без опоры на широкий ряд эмпирических обобщений.

## Сущность и основные направления исследований в области теоретической географии
В отечественный науке длительное время велись дискуссии относительно «права на самостоятельное существование» теоретической географии (ТГ) в качестве своеобразной географической науки, важного направления исследований. Однако до настоящего времени отсутствует более или менее единая общепризнанная трактовка ТГ.
Одни учёные считают, что ТГ не является дисциплиной в строгом значении этого слова, а это, скорее, совокупность взаимосвязанных положений фундаментального характера, обязательная составная часть всех аспектных и объектных дисциплин (имеются в виду географические дисциплины).
Другие учёные признают ТГ в качестве научной дисциплины, которая в единой семье географических наук выступает в роли консолидирующего ядра, объединяющего частные географические науки.
Теоретическая география — научное направление, изучающее в обобщённом, главным образом, в абстрактном, формализованном аспекте геосистемы (и их структуры), географическое пространство, географическое поле любых географических объектов (природных, общественных, природно-общественных) разного иерархического уровня в их динамике и неразрывной связи, а также пути моделирования геосистем, основные виды моделей и их характеристики. ТГ исследует понятийно-терминологический аппарат географии и логические основания применения общенаучной методологии (системного подхода, математических методов, теории информации и др.) в географических науках. По содержанию она уже теории географии (метагеографии).
ТГ, будучи наиболее абстрактной дисциплиной, выполняет следующие функции:
1) обобщает и синтезирует результаты всех частных дисциплин в системе географии;
2) создаёт новые понятия и углубляет содержание уже существующих общегеографических понятий, закономерностей, концепций;
3) снабжает идеями, моделями частные географические науки;
4) влияет на изменение структуры и определяет основные направления развития географии в целом;
5) вносит существенный вклад в решение вопросов оптимизации взаимодействия природы и общества, совершенствования природопользования;
6) разрабатывает теоретические основы прогнозирования геосистем.

## География и философия
Не решено вхождение географических законов в систему философского познания, отсутствует общий научный язык между различными географическими науками, нет общей формы математического описания. В результате происходит дезинтеграция различных научных дисциплин в географии.

## Базы данных
Огромный фактический материал, собранный за столетия различными учёными-географами, недоступен в полном виде. Увеличивается нехватка справочной литературы, атласов, баз данных, карт и ГИС.